# Pólko (powiat starogardzki)
Pólko – kolonia kociewska w Polsce położona w województwie pomorskim, w powiecie starogardzkim, w gminie Skórcz.
W latach 1975–1998 miejscowość administracyjnie należała do województwa gdańskiego.
Przez miejscowość przepływa Węgiermuca, niewielka rzeka dorzecza Wisły, prawy dopływ Wierzycy.